# Serieåret 1965

## Händelser

### Januari
- Januari - Pelle Svanslös börjar ges ut som egen serietidning i Sverige.[1]

### Okänt datum
- Svenska Serieakademin bildas.
- Robert Crumb från USA skapar serien Fritz the Cat.
- James Bond Agent 007 börjar ges ut i Sverige

## Pristagare
- Adamsonstatyetten: Chester Gould, Rudolf Petersson

## Utgivning

### Album
- Asterix och Kleopatra[2]
- Bröderna Dalton får en chans (Lucky Luke) [3]
- Gallien runt (Asterix)[2]
- Kavalleriet kommer (Lucky Luke)[3]
- Spökstaden (Lucky Luke)[3]

## Födda
- 19 juni - Glenn McCoy, amerikansk serietecknare.
- 16 augusti - John Arne Sæterøy, norsk serietecknare.
- 31 december - Julie Doucet, kanadensisk serietecknare.

### Fotnoter
1. ↑  Swecomics
2. 1 2  ”Tintin”. Arkiverad från originalet den 13 februari 2011. https://web.archive.org/web/20110213010603/http://www.asterix.com/books/albums/. Läst 12 mars 2011.
3. 1 2 3  ”Lucky Luke på svenska”. Arkiverad från originalet den 11 november 2014. https://web.archive.org/web/20141111004811/http://www.visit.se/~dampgrodan/album_kronolog.html. Läst 12 mars 2011.